# Король Хуей (Вей)
Король Хуей (Вей) (кит. 魏惠王) (400–319 рр. до н.е.), спочатку мав титул принц Хуей (Вей), а після 344 року — король Хуей (Лян) (кит. 梁惠王). Був третім правителем держави Вей у період Чжаньґо, що правив приблизно в 369–319 рр. до н.е. Він був онуком принца Веня (Вей), засновника держави, і сином принца Ву (Вей). Його син — король Сян (Вей).

## Біографія
Король Хуей прийшов на престол після війни за спадщину, під час якої його держава була майже розділена між царствами Чжао та Хань.
Він став відомий чотирма своїми вчинками:
1. У 361 р. до н.е. переніс столицю з міста Ан'ї у місто Далян, щоб вивести її за межі досяжності державою Цінь. Ан'ї знаходилось на плато на півдні від річки Фен, неподалік від місця, де річки Фен та Вей зливались у річку Хуанхе. Далян був на крайньому південному сході царства біля кордону з державою Сун. Через ці події, держава протягом короткого часу називалася Лян.
2. У 362-359 рр. до н.е. здійснив обмін територіями з державою Чжао на півночі та Хань на півдні. Це дало Вей раціональніші кордони, убезпечило нову столицю та дозволило державі отримати більше контролю над торговими шляхами.
3. У 361-355 рр. до н.е. він провів кілька очних зустрічей з правителями сусідніх держав.
4. У 344 р. до н.е. він піднявся з титулу принца (кит. 侯, Хоу) до титулу короля (кит. 王, Ван).

Він також відомий тим, що декілька разів спілкувався із впливовим філософом, одним із засновників конфуціанства — Мен-цзи.